# Florence Durand-Tornare
Florence Durand-Tornare (née le 12 août 1959 à Bois-Colombes) est une personnalité française impliquée dans l’appropriation sociale et citoyenne des technologies de l’information et de la communication. Son principe d'action est la mise en réseau des acteurs dans des démarches transversales aux services aux citoyens réalisées grâce aux technologies numériques.

## Engagement associatif

### Accès public à internet et relations internationales des collectivités
Dans les années 1990, les politiques nationales s'orientent vers un "renouveau du service public". Plus tard, le rapport Carcenac, est le premier à proprement traiter de l’e-administration. Entrent alors dans les années 2000 les notions d'e-administration et d'e-démocratie, nouvelles formes de gouvernance permises grâce aux nouvelles technologies de l'information et de la communication (NTIC).
Florence Durand-Tornare s’investit dans les problématiques sociales résultant de l’émergence de la société de l’information. Elle contribue à la démocratisation de l'internet citoyen (public et non marchand) et à sa diffusion par plusieurs démarches associatives. Elle signe l'appel collectif sur les chances et les risques de l'entrée dans la société de l'information lancé en février 1995 au G7 sur la société de l’information. Dans la foulée, elle contribue à la fondation de l’association Vecam (Veille européenne et citoyenne sur les autoroutes de l’information et le multimédia) et en devient déléguée l’année suivante. En 1997, elle représente Vecam dans le collectif fondateur de la Fête de l'Internet. Elle impulse avec le ministère de la Culture et un groupe associatif mobilisé par l'Atelier Paribas, le lancement de cette fête nationale dont le but est d’assurer la démocratisation des usages du numérique. Elle devient secrétaire générale de l’association pour la Fête de l'Internet de 1997 à 1999. En 2000 à Tokyo, elle est membre de la délégation française au G7 "Dotforce" sur le digital divide. En 2014 elle est nommée officiellement membre du Comité d'orientation permanent du CLEMI (MEN). En 2017 elle initie la création du groupe "Numérique" de la Commission nationale de la Coopération Décentralisée et accompagne plusieurs délégations françaises pour inciter les collectivités à l'usage du numérique dans leurs projets bi-latéraux.

### Implication auprès des collectivités locales
Florence Durand-Tornare créé en 1999 une plateforme dynamique et collaborative d’échanges d’expériences, Villes Internet, autour des initiatives locales d'usage ou de services numériques, présentées par les élus et les agents des collectivités territoriales. Cette base vise à mettre en réseau les collectivités françaises de toutes tailles pour l'appropriation sociale des nouvelles technologies internet citoyen et numérique urbain. Elle promeut les usages citoyens d'internet et les valeurs de citoyenneté active et de démocratie participative. Elle œuvre également à réduire le fossé numérique par la sensibilisation du public et l'accompagnement dans l'usage des outils numériques. Les initiatives déposées sur la plateforme constituent un observatoire de l’internet territorial et permettent de décerner chaque année le label national Ville Internet aux collectivités déployant les usages de l’internet citoyen. Depuis 1999, 3178 labels ont été décernés à 945 collectivités locales. Le label Ville Internet est soutenu dans ses actions par la Délégation aux usages de l'internet (DUI), le Ministère de l'Égalité des Territoires et du Logement, le Commissariat général à l’Égalité des Territoires, le Ministère des Affaires étrangères, le Ministère de l'Éducation nationale et les principales associations d'élus ADF, APVF, AMRF, Villes de France. Ce qui constitue le conseil des Partenaires des Territoires de Demain, présidé par Claudy Lebreton. 
Sur le même modèle, le programme Écoles Internet initié par l'association Villes Internet a été mis en place de 2008 à 2013 avec le Ministère de l'Éducation nationale. Ce dispositif promeut les usages d’internet et des outils numériques par les élèves des écoles primaires francophones, leurs enseignants et les directeurs d’établissements. Le dispositif Écoles Internet œuvre pour l’égalité dans l’accès à la société de la connaissance.
En collaboration avec la Délégation aux Usages de l'Internet (DUI), Florence Durand-Tornare s’est impliquée dans le déploiement des programmes « Internet sans crainte », « Ordi 2.0 », « Proxima mobile » et « Net Public » et a contribué à la cartographie des acteurs et des 4 500 Espaces publics numériques (EPN), centres d'affaires et tiers lieux participant à la réduction des inégalités géographiques, culturelles, sociales et économiques entre les publics présents sur un même territoire. Cartographie qui a évolué avec l'utilisation des données publiques ouvertes,  et constitue depuis 2015 la platerforme ATLAAS incluant un référentiel de 16 enjeux de développement territorial et 138 services publics numériques. Plateforme produite avec le CGET et diffusée avec le concours de l'AMF.

### Innovation sociale dans la société civile
En 2000, Florence Durand-Tornare cofonde l’association CRéATIF, composée de professionnels engagés dans la conduite et la promotion d’actions de sensibilisation du public aux technologies de l’information et de la communication (TIC) pour le compte de collectivités territoriales, structures, associations ou administrations décentralisées. Elle poursuit ses engagements citoyens en devenant en 2006 présidente de Consommer autrement, association qui promeut les commerces de proximité au travers d'une plateforme nationale : "Le marché citoyen".
En 2012, Florence Durand-Tornare cofonde l'association Solidarités numériques, fonds financier interentreprises pour le déploiement de projets numériques d’innovation sociale, soutenue par la Délégation aux Usages de l’Internet (DUI).
En 2014, elle participe à la fondation de l'association nationale des professionnels de la concertation, Débatlab, dont elle est la vice-présidente. 
En 2013, elle publie une "Histoire de l'Internet Citoyen" et sa version numérique.
Elle contribue au titre de l'Association Villes Internet, aux projets gouvernementaux : Service public local, Cyberbase, Open Gov Partnership, France Connect, Decant, Conférence des Territoires...
En 2017, elle souscrit à titre personnel à la SCIC de l'Etat pour la médiation numérique LA MEDNUM et lance un grand programme pour une « culture numérique » des élus.

## Vie professionnelle
Après avoir commencé sa carrière professionnelle comme productrice d'émission de télévision, elle crée en 2002 une entreprise spécialisée dans le débat public et la concertation, La Suite dans les Idées, avec son associé Pascal Nicolle, par ailleurs président de l'association nationale des professionnels de la concertation, Débatlab. Ce cabinet conseil, pionnier dans le numérique appliqué à la concertation bâtit son offre sur une approche en présence et à distance et s'appuie donc sur des outils numériques. Elle acquiert ainsi une expérience de terrain par l'utilisation des outils numériques pour la concertation et la démocratie locale. Florence Durand Tornare a cédé ses parts dans cette société en 2021.

## Publications
- Depuis 1999 : Courrier de l’Internet Citoyen (CIC)[13].
- 2002 : Guide pratique du Net Territorial, avec Philippe Batreau, Jean-Paul Baquiast, Bernard Corbineau, éditions Weka.
- 2002 - 2014 : Cités en Réseaux[14], Villes Internet.
- 2006 - 2007 : Le guide de la France Internet, éditions Fourmi.
- 2007 : La démocratie locale à l’heure d’internet - guide pratique, avec Pascal Nicolle, Territorial éditions.
- 2008 : Guide de l’élu délégué aux technologies de l’information et de la communication – l’internet citoyen : un défi politique, avec Anne Daubree, Territorial éditions.
- 2008 : Tous connectés à l’internet citoyen, Villes Internet.
- 2010 : À la conquête de nouveaux territoires en réseaux, de Emmanuel Eveno, Territorial éditions.
- 2011 : Solidarités numériques et politique de la ville, un levier pour les inégalités, éditions du CIV.
- 2011 : De l'ardoise à la tablette numérique, ou comment décider au présent, entretien avec Marcel Desvergne.
- 2013 : Coopération décentralisée, le développement à l'heure du numérique, avec Emmanuel Eveno, Victoires éditions.
- 2014 : Une histoire de l'internet citoyen, frise collaborative retraçant 15 ans de Villes Internet.
- 2017 : Le numérique pour transformer la démocratie locale - Une ambition 2020 , avec Pascal Nicolle, Territorial éditions.

## Distinctions
- Chevalier de l’Ordre du Mérite
- Chevalier de la Légion d'honneur